# Isabelia
Isabelia es un género de orquídeas epífitas que tiene asignado cuatro especies. Son originarias de la región  oriental de Brasil.

## Descripción
Son plantas de tamaño pequeño, rastreras, epífitas, que se desarrollan en temperaturas frescas a calientes, las especies crecen mejor en los desechos que llenan las grietas en la piedra arenisca erosionada, formando una canasta, como las fibras de tejido, que cubren los agrupados pseudobulbos globosos con una sola hoja, apical, erecta, como aguja, curva, flexible y roma, crece mejor montado sobre losas de helechos arborescentes. Florece en una corta inflorescencia terminal con una bráctea cerosa, al igual que el género Cattleya  las flores se producen en los fines del invierno.

## Distribución y hábitat
Son nativas de la región  oriental de Brasil.

## Taxonomía
El género que fue descrito por João Barbosa Rodrigues y publicado en Genera et Species Orchidearum Novarum 1: 75. 1877.
Etimología
Isabelia: nombre genérico que fue nombrado en honor de la Princesa Isabel, hija del emperador Pedro II de Brasil.

## Especies
- Isabelia pulchella (Kraenzl.) C.Van den Berg & M.W.Chase (2001)
- Isabelia violacea (Lindl.) C.Van den Berg & M.W.Chase (2001)
- Isabelia virginalis Barb.Rodr. (1877)

## Nototaxón
- Isabelia × pabstii (Leinig) C.Van den Berg & M.W.Chase (2001)